# 龍獅運動
龍獅運動，是一種新興的體育運動競賽，係將傳統中華文化中的舞龍、舞獅民俗活動加以規則化而產生的運動，也是中華民國全民運動會的正規競賽項目。

## 比賽項目
- 舞龍自選套路（單龍）
- 舞龍規定套路（單龍）
- 南獅自選套路（單獅）
- 南獅規定套路（單獅）
- 北獅自選套路（雙獅）
- 北師規定套路 (雙獅)
- 臺灣獅（單獅）[1]。

## 上場人數
- 舞龍：含鼓樂手最多16人
- 南獅：6至10人
- 北獅：5至10人
- 臺灣獅：6至12人[1]